# Mac Junior
Mac Junior, de son vrai nom Gangpendé Aristide, né le 31 août 1994 à N'Djamena, est un chanteur, rappeur et auteur tchadien. Il compte plusieurs projets et un premier album solo de 15 titres baptisé Amour ou Argent en avril 2024.
Il a à son actif un album solo baptisé Amour ou Argent et un ouvrage sur les inondations et les maladies liées à l'eau au Tchad. 

## Biographie
Mac Junior a commencé son aventure musicale grâce à sa mère, la directrice de chœur dans une chorale. Il a ensuite suivi un parcours de choriste à l'église, puis passé par l'école de musique Reou Gosso de la chanteuse gabonaise Annie-Flore Batchiellilys pour apprendre le chant et la gestion de carrière artistique. Actif dans le milieu musical en solo depuis 2019.
Mac Junior est le petit frère du chanteur, acteur et journaliste culturel tchadien Mac Alex.

## Discographie

### Singles
- 2019 : Dis-moi feat. Cris Man[4]
- 2020 : Pas la peine[5]
- 2023 : Préféré[6]

### Albums
- 2019 : Akatsuki[7]
- 2024 : Amour ou Argent[8]